# 墨水瓶事件
墨水瓶事件是近代上海发生的第一起学潮。

## 历史
1902年11月5日，南洋公学五班上课时，文科教习郭镇瀛发现师座上有一只洗净的墨水瓶，认为这是学生諷刺自己肚中无墨而有意捉弄他。13日，校方应郭的要求，开除三名学生，经过斗争，全校多数学生共145名退学。时任特班班主任蔡元培也愤而辞职。退学学生到中国教育会（蔡元培等发起成立）创办的爱国学社就读。爱国学社被苏报案牵连而于1903年7月解散。